# Дискография Софи Эллис-Бекстор
Дискография британской певицы Софи Эллис-Бекстор насчитывает пять студийных альбомов, один мини-альбом, один видеоальбом, двадцать один сингл (включая записанные совместно с другими исполнителями) и семнадцать музыкальных видеоклипов. Эллис-Бекстор дебютировала в 1997 году в качестве вокалистки инди-группы Theaudience, сингл «I Know Enough (I Don’t Get Enough)» которой достиг 25-го места в британском хит-параде.
В сентябре 2001 года вышел дебютный сольный альбом певицы «Read My Lips». Альбом занял 2-е место в UK Albums Chart и был дважды сертифицирован как платиновый Британской ассоциацией производителей фонограмм (BPI). Пластинка обрела международный успех; всего было распродано более 1,5 млн копий по всему миру. Три отдельных сингла с этой пластинки достигли лидирующих позиций UK Singles Chart. Второй альбом Эллис-Бекстор «Shoot from the Hip» поступил в продажу в октябре 2003 года; в его поддержку было выпущено десять синглов. Запись заняла 19-е место в национальном чарте. В мае 2007 года вышел третий студийный альбом певицы — «Trip the Light Fantastic». Он занял 7-е место в чартах Великобритании. Три сингла с альбома попали в Топ-10 Соединённого Королевства.
В 2009 году Эллис-Бекстор совместно с группой Freemasons записала сингл «Heartbreak (Make Me a Dancer)», который достиг 20 места в хит-параде Великобритании. Её четвёртый по счёту студийный альбом «Make a Scene» вышел в 2011 году и добрался до 33-й строчки в UK Albums Chart.
«Wanderlust», пятый студийный альбом певицы, был выдержан немного в других стилях, нежели предыдущие её релизы. Наполненный балладами и фолк-композициями альбом был издан 20 января 2014 года и занял 4-е место в Соединённом Королевстве и 1-е место в независимом национальном чарте. Главный сингл с этого альбома «Young Blood» зарегистрирован в Топ-40 официального сингл-чарта, а также сумел достичь 5-й строчки в UK Indie Chart.

## Альбомы

### Студийные альбомы
| Название                                                                                        | История релиза                                                                                                   | Позиция в чартах | Позиция в чартах | Позиция в чартах | Позиция в чартах | Позиция в чартах | Позиция в чартах | Позиция в чартах | Позиция в чартах | Позиция в чартах | Позиция в чартах | Сертификации                                                               |
| Название                                                                                        | История релиза                                                                                                   | UK               | AUS              | AUT              | FRA              | GER              | IRL              | NLD              | NOR              | NZ               | SWI              | Сертификации                                                               |
| ----------------------------------------------------------------------------------------------- | --- | ---------------- | ---------------- | ---------------- | ---------------- | ---------------- | ---------------- | ---------------- | ---------------- | ---------------- | ---------------- | -------------------------------------------------------------------------- |
| Read My Lips                                                                                    | - Выпущен: 3 сентября 2001 (Великобритания) - Лейбл: Polydor - Формат: CD, цифровая дистрибуция, компакт-кассета | 2                | 9                | 18               | 33               | 10               | 13               | 10               | 7                | 9                | 26               | - BPI: 2× Платиновый - ARIA: Платиновый - RMNZ: Платиновый - SNEP: Золотой |
| Shoot from the Hip                                                                              | - Выпущен: 27 октября 2003 (Великобритания) - Лейбл: Polydor - Формат: CD, цифровая дистрибуция, компакт-кассета | 19               | —                | —                | 99               | 84               | —                | —                | —                | 39               | 35               | - BPI: Серебряный                                                          |
| Trip the Light Fantastic                                                                        | - Выпущен: 21 мая 2007 (Великобритания) - Лейбл: Fascination - Формат: CD, цифровая дистрибуция, компакт-кассета | 7                | —                | —                | 81               | 87               | 93               | —                | —                | —                | 28               |                                                                            |
| Make a Scene                                                                                    | - Выпущен: 12 июня 2011 (Великобритания) - Лейбл: EBGB’s, Universal - Формат: CD, цифровая дистрибуция           | 33               | —                | —                | —                | —                | —                | —                | —                | —                | —                |                                                                            |
| Wanderlust                                                                                      | - Выпущен: 20 января 2014 - Лейбл: EBGB’s - Формат: CD, LP, цифровая дистрибуция                                 | 4                | —                | —                | —                | —                | —                | —                | —                | —                | —                | - BPI: Серебряный                                                          |
| Familia                                                                                         | - Выпущен: 2 сентября 2016 - Лейбл: EBGB’s, Universal Music - Формат: CD, LP, цифровая дистрибуция               | 12               |                  |                  |                  |                  |                  |                  |                  |                  |                  |                                                                            |
| «—» Данный символ обозначает, что диск не попал в чарты или не был выпущен в какой-либо стране. | |                  |                  |                  |                  |                  |                  |                  |                  |                  |                  |                                                                            |

### Альбом ремиксов
| Название  | История релиза                                                                  |
| --------- | ------------------------------------------------------------------------------- |
| Wandermix | - Выпущен: 3 ноября 2014 - Лейбл: EBGB’s - Формат: CD, LP, цифровая дистрибуция |

### Мини-альбомы
| Название                     | История релиза                                                                               |
| ---------------------------- | -------------------------------------------------------------------------------------------- |
| iTunes Festival: London 2009 | - Выпущен: 30 июля 2009 (Великобритания) - Лейбл: Fascination - Формат: Цифровая дистрибуция |

### Сборники
| Название                                                         | Детали                                                                                           |
| ---------------------------------------------------------------- | ------------------------------------------------------------------------------------------------ |
| The Song Diaries                                                 | - Выпущен: 15 марта 2019 - Лейбл: EBGB's - Форматы: CD, digital download, LP                     |
| Song from the Kitchen Disco: Sophie Ellis-Bextor's Greatest Hits | - Выпущен: 13 ноября 2020 - Лейбл: Douglas Valentine Limited - Форматы: CD, digital download, LP |

## Синглы

### В качестве ведущего исполнителя
| Название                                                                                         | Год  | Позиция в чартах | Позиция в чартах | Позиция в чартах | Позиция в чартах | Позиция в чартах | Позиция в чартах | Позиция в чартах | Позиция в чартах | Позиция в чартах | Позиция в чартах | Сертификации                                                     | Альбом                   |
| Название                                                                                         | Год  | UK               | AUS              | AUT              | BEL (FL)         | FRA              | GER              | IRL              | NLD              | NZ               | SWI              | Сертификации                                                     | Альбом                   |
| ------------------------------------------------------------------------------------------------ | ---- | ---------------- | ---------------- | ---------------- | ---------------- | ---------------- | ---------------- | ---------------- | ---------------- | ---------------- | ---------------- | ---------------------------------------------------------------- | ------------------------ |
| «Take Me Home»                                                                                   | 2001 | 2                | —                | —                | —                | —                | 79               | 6                | 79               | 18               | —                | - BPI: Серебряный                                                | Read My Lips             |
| «Murder on the Dancefloor»                                                                       | 2001 | 2                | 3                | 10               | 7                | 5                | 11               | 2                | 7                | 2                | 7                | - BPI: Серебряный - ARIA: Платиновый - BEA: Gold - SNEP: Золотой | Read My Lips             |
| «Get Over You» / «Move This Mountain»                                                            | 2002 | 3                | 4                | 35               | 36               | 23               | 28               | 11               | 13               | 3                | 15               | - ARIA: Платиновый - RMNZ: Золотой                               | Read My Lips             |
| «Music Gets the Best of Me»                                                                      | 2002 | 14               | 28               | —                | 54               | —                | —                | 25               | 76               | 25               | 53               |                                                                  | Read My Lips             |
| «Mixed Up World»                                                                                 | 2003 | 7                | 32               | 44               | 58               | —                | 69               | 26               | 76               | —                | 45               |                                                                  | Shoot from the Hip       |
| «I Won't Change You»                                                                             | 2003 | 9                | —                | —                | 53               | —                | 80               | 40               | —                | —                | —                |                                                                  | Shoot from the Hip       |
| «Catch You»                                                                                      | 2007 | 8                | 44               | —                | 57               | —                | —                | 29               | 84               | —                | 92               |                                                                  | Trip the Light Fantastic |
| «Me and My Imagination»                                                                          | 2007 | 23               | —                | —                | 59               | —                | —                | —                | —                | —                | —                |                                                                  | Trip the Light Fantastic |
| «Today the Sun's on Us»                                                                          | 2007 | 64               | —                | —                | —                | —                | —                | —                | —                | —                | —                |                                                                  | Trip the Light Fantastic |
| «Bittersweet»                                                                                    | 2010 | 25               | —                | —                | 53               | —                | —                | —                | —                | —                | —                |                                                                  | Make a Scene             |
| «Off & On»                                                                                       | 2011 | —                | —                | —                | —                | —                | —                | —                | —                | —                | —                |                                                                  | Make a Scene             |
| «Starlight»                                                                                      | 2011 | —                | —                | —                | —                | —                | —                | —                | —                | —                | —                |                                                                  | Make a Scene             |
| «Revolution»                                                                                     | 2012 | —                | —                | —                | —                | —                | —                | —                | —                | —                | —                |                                                                  | Make a Scene             |
| «Young Blood»                                                                                    | 2013 | 34               | —                | —                | —                | —                | —                | —                | —                | —                | —                |                                                                  | Wanderlust               |
| «Runaway Daydreamer»                                                                             | 2014 | —                | —                | —                | —                | —                | —                | —                | —                | —                | —                |                                                                  | Wanderlust               |
| «Love Is a Camera»                                                                               | 2014 | —                | —                | —                | —                | —                | —                | —                | —                | —                | —                |                                                                  | Wanderlust               |
| «The Deer & the Wolf»                                                                            | 2014 | —                | —                | —                | —                | —                | —                | —                | —                | —                | —                |                                                                  | Wanderlust               |
| «Come With Us»                                                                                   | 2016 |                  |                  |                  |                  |                  |                  |                  |                  |                  |                  |                                                                  | Familia                  |
| «—» Данный символ обозначает, что сингл не попал в чарты или не был выпущен в какой-либо стране. |      |                  |                  |                  |                  |                  |                  |                  |                  |                  |                  |                                                                  |                          |

### Синглы, записанные совместно с другими исполнителями
| Title                                                                                            | Год  | Позиция в чартах | Позиция в чартах | Позиция в чартах | Позиция в чартах | Позиция в чартах | Позиция в чартах | Позиция в чартах | Позиция в чартах | Позиция в чартах | Позиция в чартах | Сертификации                                            | Альбом                      |
| Title                                                                                            | Год  | UK               | AUS              | AUT              | BEL (FL)         | FRA              | GER              | IRL              | NLD              | NZ               | SWI              | Сертификации                                            | Альбом                      |
| ------------------------------------------------------------------------------------------------ | ---- | ---------------- | ---------------- | ---------------- | ---------------- | ---------------- | ---------------- | ---------------- | ---------------- | ---------------- | ---------------- | ------------------------------------------------------- | --------------------------- |
| «Groovejet (If This Ain’t Love)» (совместно со Spiller)                                          | 2000 | 1                | 1                | 16               | 15               | 17               | 14               | 1                | 13               | 1                | 5                | - BPI: Золотой - ARIA: 2× Платиновый - RMNZ: Платиновый | Неальбомный сингл           |
| «Circles (Just My Good Time)» (Совместно с Busface)                                              | 2005 | 96               | 63               | —                | —                | —                | —                | —                | —                | —                | —                |                                                         | Devils, Sharks & Spaceships |
| «Heartbreak (Make Me a Dancer)» (совместно с Freemasons)                                         | 2009 | 13               | 51               | —                | 33               | —                | —                | 38               | 85               | —                | —                |                                                         | Shakedown 2                 |
| «Can't Fight This Feeling» (совместно с Джуниором Калдерой)                                      | 2010 | —                | —                | —                | —                | 13               | —                | —                | —                | —                | —                |                                                         | Début                       |
| «Not Giving Up on Love» (совместно с Армином Ван Бюреном)                                        | 2010 | 165              | —                | —                | 26               | —                | —                | —                | 8                | —                | 3                |                                                         | Mirage                      |
| «Leave Me Out of It» (The Feeling featuring Sophie Ellis-Bextor)                                 | 2011 | —                | —                | —                | —                | —                | —                | —                | —                | —                | —                |                                                         | Together We Were Made       |
| «Fuck With You» (совместно с Бобом Синклером и Джилбером Форте)                                  | 2011 | —                | —                | —                | 35               | 144              | —                | —                | —                | —                | —                |                                                         | Disco Crash                 |
| «Beautiful» (совместно с Мэтью Боунтером)                                                        | 2012 | —                | —                | —                | —                | —                | —                | —                | —                | —                | —                |                                                         | Неальбомный сингл           |
| «Back 2 Paradise» (совместно с Guéna LG и Амиром Арфаганом)                                      | 2014 | —                | —                | —                | —                | —                | —                | —                | —                | —                | —                |                                                         | Momentum                    |
| «Only Child» (совместно с DedRekoning)                                                           | 2014 | —                | —                | —                | —                | —                | —                | —                | —                | —                | —                |                                                         | TBA                         |
| «—» Данный символ обозначает, что сингл не попал в чарты или не был выпущен в какой-либо стране. |      |                  |                  |                  |                  |                  |                  |                  |                  |                  |                  |                                                         |                             |

## Прочие появления
| Название                                                                 | Год  | Альбом / Релиз                                                  |
| ------------------------------------------------------------------------ | ---- | --------------------------------------------------------------- |
| «Black Holes for the Young» (совместно с группой Manic Street Preachers) | 1998 | песня «The Everlasting»                                         |
| «One Way or Another»                                                     | 2002 | Саундтрек к фильму «Гуру»                                       |
| «Want You More»                                                          | 2004 | Саундтрек к фильму «Сьюзи Голд»                                 |
| «Dear Jimmy»                                                             | 2006 | Popjustice: 100% Solid Pop Music                                |
| «Jolene»                                                                 | 2008 | Саундтрек к фильму «Прекрасные люди»                            |
| «Rebellion (Lies)»                                                       | 2011 | Songs to Save a Life: In Aid of Samaritans                      |
| «Save Myself» (совместно с Брайаном Кроссом)                             | 2013 | Pop Star: The Album                                             |
| «True Faith»                                                             | 2014 | BBC Radio 2: Sounds of the '80s — Unique Covers of Classic Hits |

## Видеоальбомы
| Название      | История релиза                                                              |
| ------------- | --------------------------------------------------------------------------- |
| Watch My Lips | - Выпущен: 1 декабря 2003 (Великобритания) - Лейбл: Universal - Формат: DVD |

## Видеоклипы

### В качестве ведущего исполнителя
| Название                                | Год  | Режиссёр(ы)          |
| --------------------------------------- | ---- | -------------------- |
| «Take Me Home»                          | 2001 | Софи Мюллер          |
| «Murder on the Dancefloor»              | 2001 | Софи Мюллер          |
| «Move This Mountain»                    | 2002 | Софи Мюллер          |
| «Get Over You»                          | 2002 | Макс и Дания («MAD») |
| «Music Gets the Best of Me» (вариант 1) | 2002 | Софи Мюллер          |
| «Music Gets the Best of Me» (вариант 2) | 2002 | Софи Мюллер          |
| «Mixed Up World»                        | 2003 | Руперт Джонс         |
| «I Won’t Change You»                    | 2003 | Труди Беллинджер     |
| «Catch You»                             | 2007 | Софи Мюллер          |
| «Me and My Imagination»                 | 2007 | Нима Ноуризадех      |
| «Today the Sun’s on Us»                 | 2007 | Софи Мюллер          |
| «Can’t Fight This Feeling»              | 2010 | Джелли Постума       |
| «Bittersweet»                           | 2010 | Крис Свини           |
| «Starlight»                             | 2011 | Робин Бекстор        |
| «Young Blood»                           | 2013 | Софи Мюллер          |
| «Runaway Daydreamer»                    | 2014 | Софи Мюллер          |
| «Love Is a Camera»                      | 2014 | Софи Мюллер          |
| «The Deer & the Wolf»                   | 2014 | Гарри Коути          |
| «Come with Us»                          | 2016 | Софи Мюллер          |
| «Crystallise»                           | 2016 | Софи Мюллер          |
| «Wild Forever»                          | 2017 | Софи Мюллер          |
| «Death of Love»                         | 2017 | Софи Мюллер          |

### В качестве приглашённого исполнителя
| Название                                                                   | Год  | Режиссёр(ы)  |
| -------------------------------------------------------------------------- | ---- | ------------ |
| «Groovejet (If This Ain’t Love)» Spiller featuring Sophie Ellis-Bextor)    | 2000 | Фрэнк Ньзман |
| «Heartbreak (Make Me a Dancer)» (Freemasons featuring Sophie Ellis-Bextor) | 2009 | Крис Свини   |
| «Not Giving Up on Love» (Armin van Buuren vs. Sophie Ellis-Bextor)         | 2010 | Софи Мюллер  |